# Theatrum Chemicum
Das Theatrum chemicum ist ein Sammelwerk chemischer und alchemistischer Literatur, das ab 1602 erschien. Der sechste und letzte Band erschien 1661. Herausgeber war Lazarus Zetzner, die letzten beiden Bände gaben seine Erben heraus.

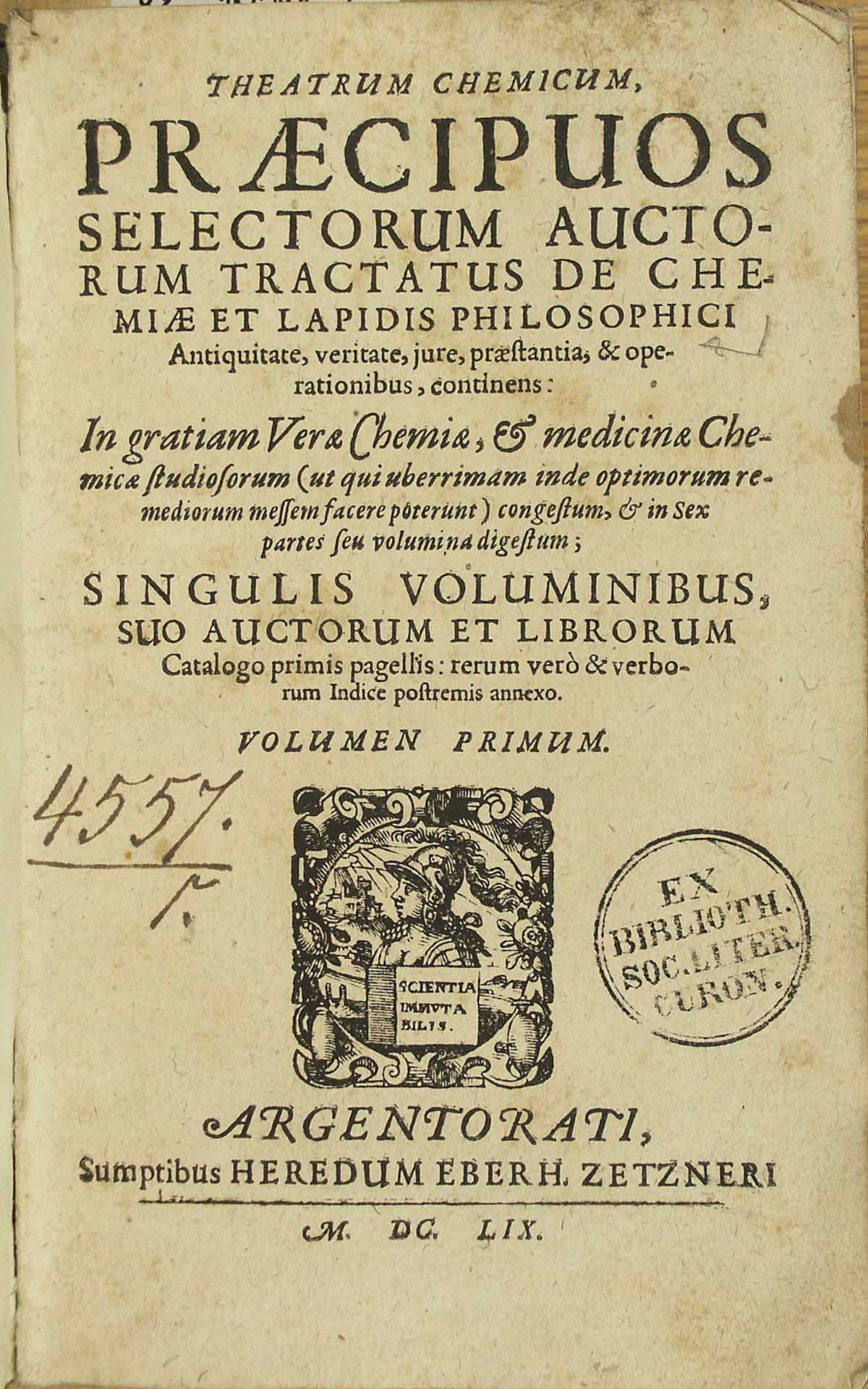
Titelblatt des ersten Bands in der Ausgabe von 1659

Die ersten vier Bände erschienen 1602 in Oberursel (eine zweite Auflage 1613 in Straßburg), die nachfolgenden Bände in Straßburg (Band 5 1622 und alle sechs Bände in der Auflage 1659 bis 1661). Die abgedruckten Texte sind teilweise Nachdrucke, teilweise aber auch Erstdrucke nach Handschriften. Die Texte sind alle in Latein, der damaligen Wissenschaftssprache. Durch den Abdruck wurden die häufig nur in seltenen Buchexemplaren veröffentlichten Schriften weiten Gelehrtenkreisen zugänglich gemacht.

## Vorgeschichte und Umfeld
Das Sammelwerk hatte einen Vorläufer in der Sammlung von 10 alchemistischen Texten, die Johannes Petreius 1541 in Nürnberg als De Alchemia veröffentlichte (mit einer zweiten Auflage 1545). Herausgeber war ein Chrysogonus Polydorus, möglicherweise ein Pseudonym von Andreas Osiander. Petreius rief im Anhang des Buchs Alchemisten auf, ihm Texte im Tausch für Bücher zu senden und sammelte auch weitere Texte zur Veröffentlichung, die an einen Verwandten gelangten, den Drucker Sebastian Henricpetri (Henricus Petrus) in Basel, der sie 1561 mit Guglielmo Gratorolo (1516–1568) als Verae alchemiae artisque metallicae, citra aenigmata, doctrina veröffentlichte. Zu dem Zeitpunkt bestand sie aus 53 Texten.
Pietro Perna erweiterte das auf über 80 Texte, die er ab 1572 in mehreren Bänden veröffentlichte. Perna gab auch Artis Auriferae (1572) heraus (mit dem Erstdruck der Turba Philosophorum), die sein Schwiegersohn Konrad Waldkirch 1593 in Basel nachdruckte (eine 2. Auflage erschien 1610). Ihre Sammlung verkauften sie an Zetzner. Sie bildeten die ersten Bände des Theatrum Chemicum, die am Ende auf rund 200 Texte anwuchs.
Spätere Projekte dieser Art waren die Bibliotheca Chemica Curiosa von Jean-Jacques Manget (Genf 1702), die aber teilweise aus dem Theatrum Chemicum nachdruckte, und für den englischen Bereich das Theatrum Chemicum Britannicum von Elias Ashmole von 1652. Eine gekürzte deutsche Fassung von C. Horlacher vom Theatrum Chemicum bzw. der Bibliotheca Chemica Curiosa erschien 1707. Das Theatrum Chemicum war auch Basis französischer und englischer Ausgaben von Sammlungen alchemistischer Texte.
Ein weiteres Projekt dieser Art war das Deutsche Theatrum Chemicum des Buchhändlers, Bibliographen und Verlegers Friedrich Roth-Scholtz (1687–1736), die in drei Bänden 1728 bis 1732 in Nürnberg erschien und 52 Traktate in deutscher Sprache enthielt. Kleinere Sammlungen waren z. B. das verbreitete Musaeum Hermeticum (1625, 1678).
Das Werk steht in Zusammenhang von Bemühungen verschiedenen Autoren der Paracelsus-Nachfolge, die die klassische Richtung der alchemistischen Metalltransformation, zu der hier wichtige Schlüsseltexte präsentiert werden, mit paracelsischer Alchemie versöhnen wollten. Paracelsus interessierte sich weniger für Metall-Umwandlung als für Anwendungen in der Medizin (Iatrochemie), in den Einleitungsschriften zum ersten Band durch Thomas Muffet vertreten (Schriften von Paracelsus selbst sind nicht aufgenommen, aber wurden auch von Zetzner gedruckt). Die einleitende Schrift von Robert Duval ist eine Art frühe Chemiegeschichte.
Die Ausgabe von 1659–61 war in der Bibliothek von Isaac Newton, der besonders in Band 3 und 5 zahlreiche Anmerkungen hinterließ.

## Inhaltsangabe
Die Autoren sind so genannt, wie Zetzner sie angab. Häufig sind dies aber nur untergeschobene Schriften. Anmerkungen zur Identität von Autoren sind in Klammern.

### Band 1
- Lazarus Zetzner: (Epistola dedicatoria) (Einführung)
- Elenchus auctorum et tractatuum primae partis (Autoren- und Inhaltsverzeichnis)
- Robertus Vallensis (Robert Duval): De veritate et antiquitate artis chemicae, S. 7
- Libellus qui Testamentum Arnaldi a Villa Nova inscribitur, S. 28
- Evidens et manifesta artis chemicae comprobatio. Ex Petri Apiani Antiquitatibus desumpta
- Johannes Chrysippus Fanianus:[4] De arte metallicae metamorphoseos ad Philoponum, S. 33
- Johannes Chrysippus Fanianus: De jure artis alchemiae, hoc est, variorum authorum, et praesertim iurisconsultorum, judicia et responsa ad quaestionem quotidianam: An alchimia sit ars legitima, S. 48
- Thomas Muffet: De jure et praestantia chemicorum medicamentorum. Dialogus apologeticus, S. 70

- Epistola dedicatoria
- Epistola ad lectorem
- De jure et praestantia chemicorum medicamentorum. Dialogus apologeticus

- Thomas Muffet: Epistolae quinque medicinales, S. 84
- Theobaldus de Hoghelande Mittelburgensis: De alchemiae difficultatibus liber, S. 109

- Proemium
- De alchemiae difficultatibus liber

- Gerardus Dorn: Clavis totius philosophiae chemisticae per quam potissima philosophorum dicta reserantur, S. 192

- Epistola exhortativa
- Artis chemisticae

- Gerardus Dorn: Speculativae philosophiae gradus septem vel decem continens, per quos ad sublimia patet aditus

- Ad lectorem
- De speculativa philosophia

- Gerardus Dorn: De artificio supernaturali

- Praefatio
- Artificium supernaturale

- Gerardus Dorn: De naturae luce physica ex Genesi desumpta, iuxta sententiam Theophrasti Paracelsi (in quo continetur), Physica Genesis, S. 333; Physica Hermetis; Physica Hermetis Trismegisti, (Tabula Smaragdina), S. 362; Physica Trithemii, S. 388; Philosophia meditativa; Philosophia chemica, S. 418

- Argumentum totius opusculi
- Exclamatio auctoris ad Deum
- Creatio mundi ex narratione Moysis in Genesis Physica Genesis
- De medio spagirico dispositionis, ad adeptae philosophiae veram cognitionem, et lucii naturae purum conspectum (Physica Trismegisti)
- De spagirico artificio 10. Trithemii sententia (Physica Trithemii)
- De philosophia meditativa
- De philosophia chemica ad meditativam comparata

- Gerardus Dorn: De tenebris contra naturam et vita brevis, S. 457

- De duello animi cum corpore, S. 472
- De lapidum preciosorum structura (Gemmarum structura), S. 485

- Gerardus Dorn: Congeries Paracelsicae chemiae de transmutationibus metallorum, S. 491

- Praefatio ad lectorem
- De transmutationibus metallorum

- Gerardus Dorn: De genealogia mineralium atque metallorum omnium (ex Paracelso), S. 568
- Bernardus G. Penotus: Tractatus varii, de vera praeparatione et usu medicamentorum chemicorum, S. 592

- Praefatio
- De medicamentis chemicis

- Precatio Raymundi Lullii ante medicinarum exhibitionem, S. 682
- Bernardus Trevisanus: De alchemia liber (De chymico miraculo), S. 683
- Dionysius Zacharias (Denis Zachaire): Opusculum philosophiae naturalis metallorum, S. 710

- Ad lectorem
- Opusculum

- Annotationes Nicolai Flamelli, S. 748

- Annotata quaedam ex Nicolao Flamello (Summarium philosophicum)
- Aliae quaedam annotationes ex variis autoribus, S. 754
- Collectanea quaedam ex antiquis scriptoribus
- Collectanea ex Democrito; ex multorum opinionibus autorum, S. 776 (aus Demokrit oder Pseudo-Demokrit)

- Index rerum et verborum in primo tomo (Index)

### Band 2

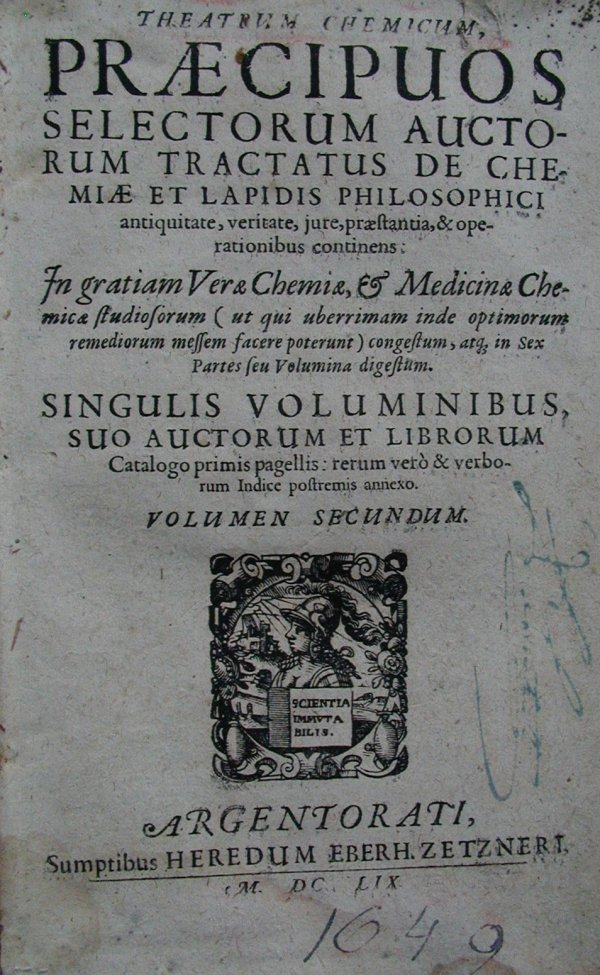
Titelblatt Band 2

- Elenchus auctorum et tractatuum secundae partis (Autoren- und Inhaltsverzeichnis)
- Bernard Gilles Penot: Praefatio, S. 4
- Gaston Claveus (Gaston LeDoux de Claves)[5]: Apologia argyropoeiae et chrysopoeiae adversus Thomam Erastum[6], S. 6
- Bernard Gilles Penot, Praefatio, S. 81
- Aegidius de Vadis:[7] Dialogus inter naturam et filium philosophiae, S. 85

- Auctoris praefatio
- Dialogus philosophiae

- Tabula inserenda ante prologum lib. 12. portarum Georgii Ripley (Philosophi artem potius occultare conati sunt quam patefacere), gegenüber S. 109
- George Ripley: Duodecim portarum epitome, duobus modis concinnata, S. 109

- Prologus
- Duodecim portarum axiomata philosophica

- Compendium Alberti Magni de ortu et metallorum materia, supra quam Spagyricus radicalia principia fundet, S. 123
- Johann Isaac Hollandus: Fragmentum de lapide philosophorum, S. 126
- Bernard Gilles Penot: Quaestiones tres de corporali Mercurio, S. 129
- Bernard Gilles Penot: Regulae seu canones philosophici LVII, S. 133
- Bernard Gilles Penot: Vera Mercurii ex auro vera extractio cum sua historia, S. 137
- Chrysorrhoas, sive de arte chemica dialogus, S. 139
- Josephus Quercetanus: Ad Jacobi Auberti Vendonis de ortu et causis metallorum contra chemicos explicationem brevis responsio, S. 150
- John Dee: Monas hieroglyphica mathematice, magice, cabalistice, anagogiceque explicata, S. 192

- Praefatio ad regem Maximilianum
- Ad typographum
- Monas hieroglyphica

- Lorenzo Ventura:[8] De ratione conficiendi lapidis philosophici liber, S. 215
- Giovanni Pico della Mirandola: Opus aureum De auro tum aestimando, tum conficiendo, tum utendo, ad conjugem, S. 312
- Roger Bacon: De alchemia libellus, cui titulum fecit, Speculum alchemiae, S. 377
- Ricardus Anglicus: Libellus utilissimus (peri chemeias), cui titulum fecit Correctorium, S. 385
- Libellus alius (peri chemeias) utilissimus, et rerum metallicarum cognitione refertissimus, Rosarius minor inscriptus, incerti quidem, sed harum tamen rerum non imperiti auctoris, S. 406
- Albertus Magnus: De alchemia, S. 423

- Scriptum super arborem Aristotelis

- Giovanni Agostino Panteo: Ars et theoria transmutationis metallicae, cum Voarchadumia, proportionibus, numeris et iconibus rei accommodis illustrata, S. 459
- Giovanni Agostino Panteo: Voarchadumia contra alchemiam ars distincta ab Archemia et Sophia

- Dedicatio
- Auctoris intentio
- Portio prima
- Portio secunda
- Portio tertia

- Index rerum et verborum secundi voluminis (Index)

### Band 3

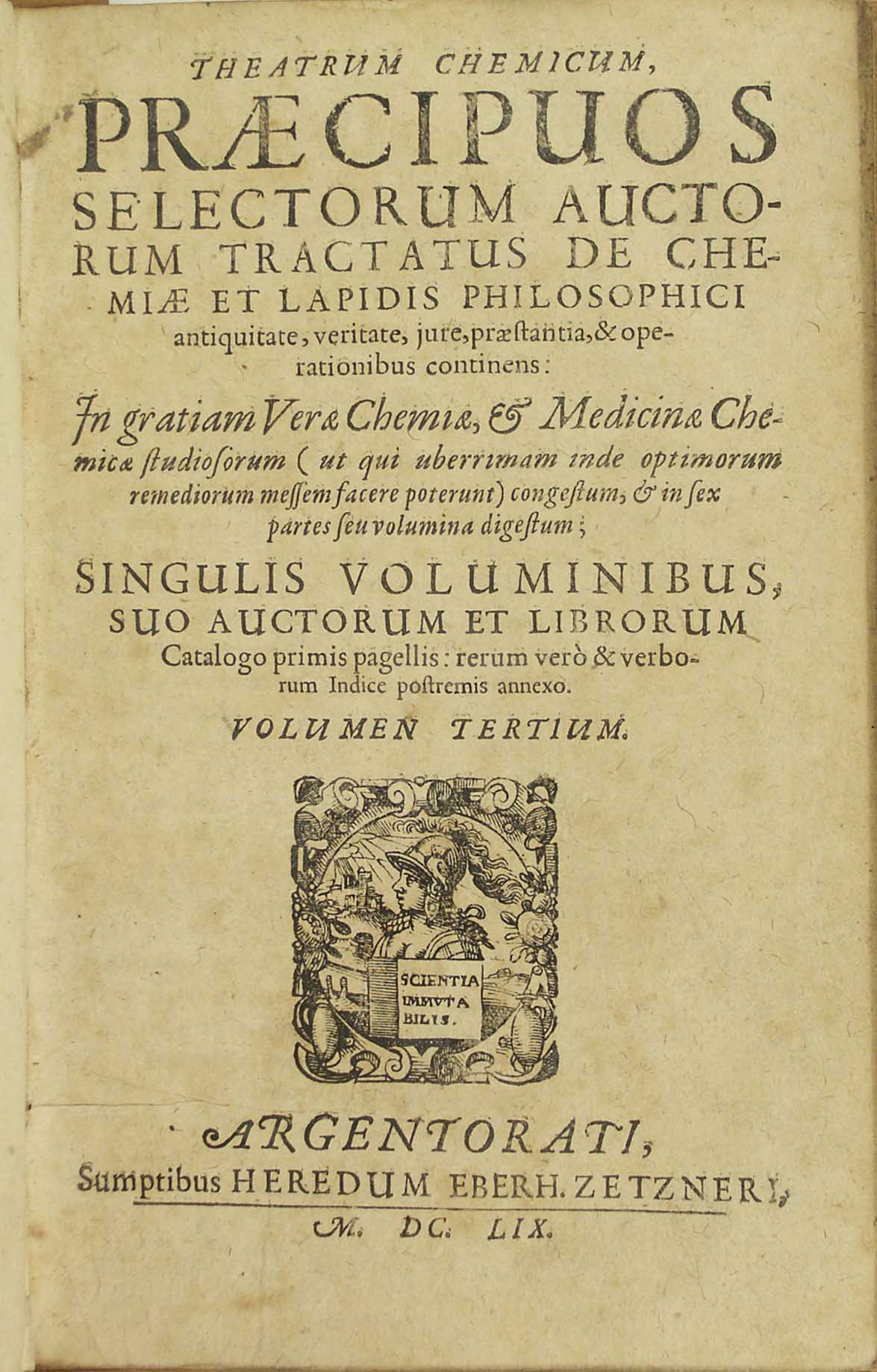
Titelseite Band 3, 1602

Band 1 bis 3 von 1602 wurden später von Zetzner nachgedruckt, mit unwesentlichen Änderungen, die nur z. B. Seitenzahlen betreffen. In Band 3 wurde später zusätzlich De magni lapidis sive benedicti compositione et operatione (Liber magiae generalis) aufgenommen.
- Elenchus auctorum et tractatuum tertiae partis (Autoren- und Inhaltsverzeichnis)
- Liber de magni lapidis compositione et operatione, auctore adhuc incerto sed tamen doctissimo (De alchemia incerti auctoris), S. 5
- De magni lapidis sive benedicti compositione et operatione aliquot capita, ex manuscriptis (möglicherweise von Jean de Meung), S. 53
- Aristoteles (Pseudo-Aristoteles): De perfecto magisterio, S. 76
- Arnaldus de Villanova: Liber perfecti magisterii, qui lumen luminum nuncupatur… vocatur etiam Flos florum, S. 128
- Arnaldus de Villanova: Practica ex libro dicto Breviarius librorum alchemiae, S. 137
- Arnaldus de Villanova: De decoctione lapidis philosophorum, et de regimine ignis, S. 137
- Efferarius Monachus:[9] De lapide philosophorum secundum verum modum formando
- Efferarius Monachus: Thesaurus philosophiae
- Raymundus Lullus: Praxis universalis magni operis, S. 165
- Odomar:[10] Practica magistri Odomari ad discipulum, S. 166
- Historia antiqua de argento in aurum verso (Odomar zugeschrieben), S. 170
- Tractatus de marchasita, ex qua tandem cum aliis dicendis fit elixir ad album verissimum, S. 173
- De arsenico, S. 177
- Praeparatio salis armoniaci secundum Rasim, S. 179
- De sale alkali, S. 180
- Quaestio, an lapis philosophicus (valeat contra pestem), S. 181
- Vetus epistola doctissimi de metallorum materia, et artis imitatione, S. 187
- Caravantes Hispanus, Practica Caravantis Hispani, S. 188[11]
- Johannes de Rupescissa: Liber magisterii de confectione veri lapidis philosophorum, S. 189
- Giovanni Aurelio Augurello: Chrysopoeia ad Leonem decimum pontificem maximum (carmine conscripta), S. 197
- Giovanni Aurelio Augurello: Geronticon[12]
- Thomas Aquinas: Secreta alchemiae magnalia: de corporibus supercaelestibus, quod in rebus inferioribus inveniantur, quoque modo extrahantur, S. 267
- Thomas von Aquin: De lapide minerali, animali & plantali
- Thomas von Aquin: Thesaurus alchemiae secretissimus ad Fratrem Reinaldum, S. 278
- Joannes de Rupescissa: Liber lucis, S. 284
- Raymundus Lullus (Pseudo-Lull): Clavicula, quae et apertorium dicitur, S. 295
- Joannes Isaac Hollandus: Operum mineralium, sive de lapide philosophico, S. 304
- Ewaldus Vogelius (möglicherweise Theobaldus van Hoghelande): Liber de lapidis physici conditionibus; quo abditissimorum auctorum Gebri et Raymundi Lullii methodica continetur explicatio, S. 515

- Praefatio
- Libri de inventione veritatis seu perfectionis (auch bekannt unter: De oleaginitate minerali)
- De materiae tenuitate et subtilitate spirituali
- De affinitate medic. et metal
- De radicali humiditate ignea
- De puritatis claritate
- De terra figente
- De tinctura alba vel rubea

- Tractatus septem de lapide philosophico (ursprünglich von Joost van Balbian, Justus a Balbian, herausgegeben), S. 649

- Praefatio
- Rosarius abbreviatus

- Jodocus Greverus (Grewer): Secretum nobilissimum et verissimum (von Joost van Balbian), S. 699
- Alanus: Dicta de lapide philosophico e Germanico Latinae redita (von Joost van Balbian), S. 722

- Praefatio
- Dicta Alani philosophi de lapide philosophico

- Conclusio summaria ad intelligentiam Testamenti seu Codicilli Raymundi Lullii, et aliorum librorum ejus; nec non argenti vivi, in quo pendet intentio tota intentiva, qua aliter Repertorium Raymundi appellatur (der Tractatus de lapide philosophorum), S. 730 (Pseudo-Lull, Codicillus)

- Joannes Pontanus: Epistola in qua de lapide, quem philosophorum vocant, agitur, S. 734
- Carmina alchemica

- Nicolas Barnaud: Commentariolum in quoddam epitaphium Bononiae studiorum, ante multa secula maemoreo lapidi insculptum, S. 744 (Kommentar zu Aelia Laelia Crispis)
- Nicolas Barnaud: Processus chemici, S. 755

- Addam et processum sub forma missae, a Nicolao Melchiore Cibinensi Transilvano, ad Ladislaum Ungariae et Bohemiae regem olim missum
- Carmen elegans

- Triga chemica (Sammlung von Nicolas Barnaud)

- Lambspringk: De lapide philosophico libellus e Germanico versu Latine reditus, S. 765
- Philosophus Gallus Delphinas Anonymus, Liber secreti maximi totius mundanae gloriae, S. 774
- Extractum ex Cimbalo aureo, antiquissimo libro manuscripto, ad rem nostram faciens, S. 781
- Arcanum philosophorum, S. 783

- Nicolas Barnaud: Brevis elucidatio illius arcani philosophorum, S. 784

- Quadriga aurifera (von Barnaud herausgegeben), S. 790

- Ad lectorem
- Prima rota: Tractatus de philosophia metallorum, S. 791
- Secunda rota: George Ripley, Liber duodecim portarum, S. 797

- Epistola dedicatoria
- Liber duodecim portarum

- Tertia rota: George Ripley, Liber de mercurio et lapide philosophorum, S. 821
- Quarta et ultima rota: Scriptum probi, et non male docti viri, cujus nomen excidit, elixir solis Theophrasti Paracelsi tractans, S. 828 (anonym)

- Tabula Coelum philosophicum, S. 832 eingefügt

- Nicolas Barnaud: Processus

- Auriga chemicus (herausgegeben von Barnaud) S. 834

- Praefatio
- Auriga chemicus, sive Theosophiae palmarium

- De occulta philosophia epistola, S. 852

- Ad lectorem
- De occulta philosophia epistola cuiusdam patris ad filium

- Paucula dicta sapientum, S. 857
- Index rerum et verborum memorabilium, quae in hoc tertio volumine continentur (Index)

### Band 4

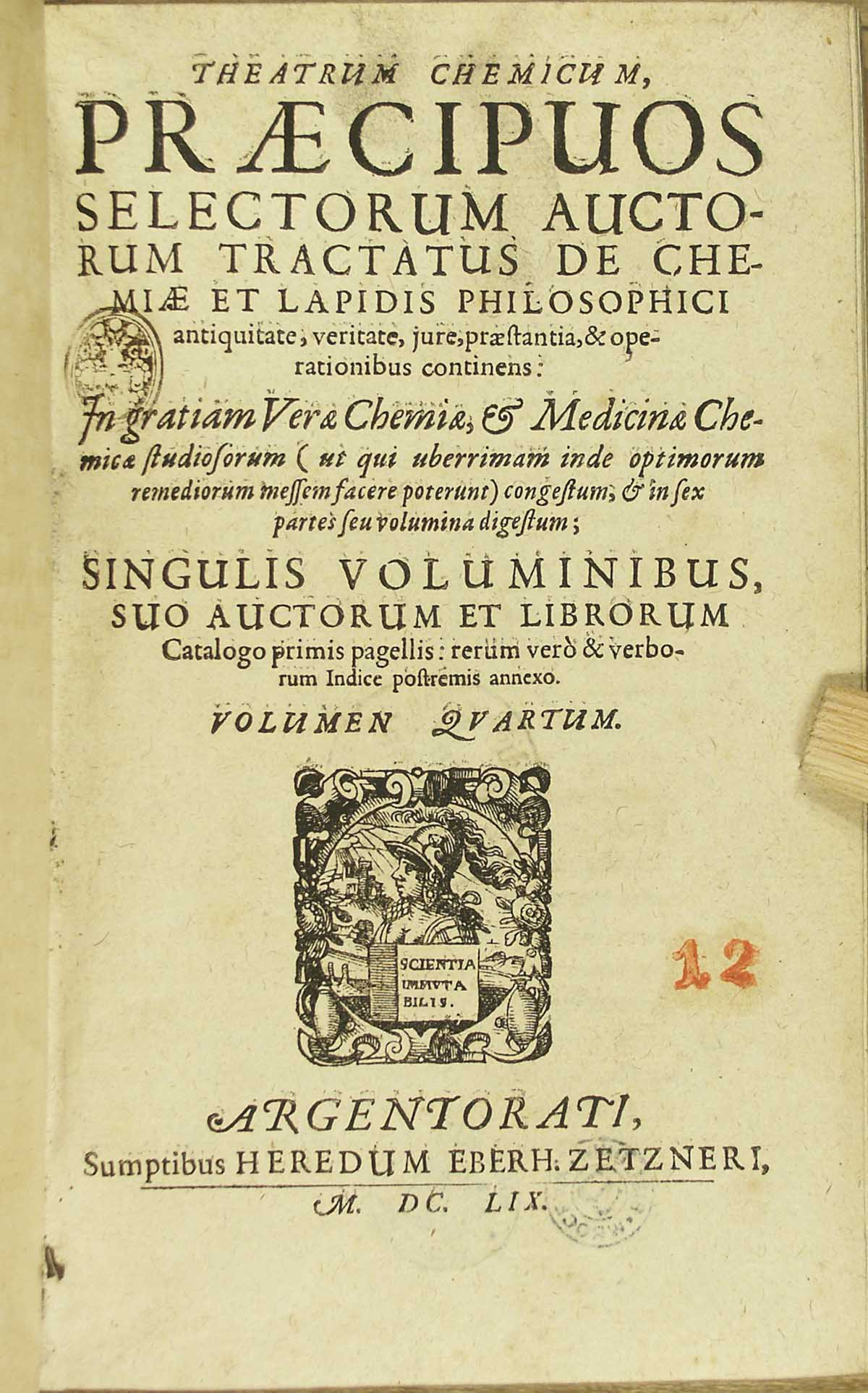
Titelseite Band 4, Ausgabe 1659

- Lazarus Zetzner: Praefatio ad lectorem (Einführung)
- Elenchus auctorum et tractatuum huius quarti voluminis (Inhalt)
- Raymundus Lullus (Pseudo-Lull): Testamentum. Theorica, S. 1
- Raymundus Lullus: Testamentum. Practica super lapide philosophico
- Raymundus Lullus: Compendium animae transmutationis artis metallorum Ruperto Anglorum Regi transmissum, S. 135

- De significatione literarum
- Typographus lectori

- Artefius: Liber qui Clavis majoris sapientiae dicitur, S. 198

- Ad lectorem
- De generatione animalis

- Heliophilus a Percis Philochemicus (von Raphael Eglin): Nova disquisitio de Helia Artista, S. 214

- Philochemicus Heliophilus a Percis Philochemicus
- Heliophilus a Percis Philochemicus, Nova disquisitio de Helia Artista theophrasteo, super metallorum transformatione, etc.

- Hieronymus de Zanetinis:[15] Conclusio (comparatio alchimiæ⁠), qua disputationi et argumentis Angeli respondetur, S. 247
- Thomas Arsoncinus:[16] De jure alchymiae responsum, S. 248
- Anonymus (von Raphael Eglin): De materia et praxi lapidis philosophorum; Von der Materi und Prattick dess Steins der Weisen, S. 252

- Vorred an den Kunstliebenden Leser
- Programma ad lectorem philochymicum
- Gulden Gedicht
- Carmen apollineum
- Plutarchus: De capienda utilitate ex inimicis

- Nicolaus Niger Happelius (Raphael Eglin): Cheiragogia Heliana de auro philosophico, nec dum cognito, S. 265

- Programma authoris
- Praefatio (datiert 4. Juli 1612)
- Protestatio
- Carmen appolineum Helianum

- Venceslaus Lavinus Moravus (Venceslaus Lavinus): Tractatus de coelo terrestri, S. 288[17]
- Nicolaus Niger Hapelius (Raphael Eglin): Disquisitio Heliana, S. 300

- Praefatio
- Disquisitio Heliana de metallorum transformatione, etc.

- Fabianus de Monte S. Severini: Ex tract. de empt. et vend.[18]
- Nicolaus Niger Happelius (Raphael Eglin): Aphorismi Basiliani sive canones hermetici de spiritu, anima et corpore medio majoris et minoris mundi, S. 327
- Andreas Brentzius:[19] Variae philosophorum sententiae perveniendi ad lapidem benedictum, S. 333

- Epistola dedicatoria (ad Wolfgango episcopo ratisbonensi), (datiert 20. Januar 1606)
- Sententiae seu processus Alberti Magni philosophi
- Processus Raimundi Lulli: quem in suis libris hinc inde descripsit: praesertim Testamento novissimo, et in luce Mercuriorum
- Processus Lulli secundum mentem Jani Lacinii Calabri, quem tamen ego non probo
- Processus Gebri Arabis, collectus ex variis locis summae perfectionis, in quibus sparsim Geber eum tradidit
- Tinctura Gebri ad rubeum
- Alius et quidam praestantissimus rubeae tincturae modus, Gebro sparsim parce et paucis verbis positus
- Tinctura ad album ex arsenico a Gebro descripta
- Processus B. Thomae de Aquino, quem admodum ejus facit mentionem Paracelsus
- Paracelsi tinctura ex solo sulphure
- Processus Paracelsi nobilissimus, quem paucissimus verbis in Tinctura physicorum exposuit
- Modus perveniendi ad tincturas per Mercurios corporum perfectorum
- Usus secundus (primus) Mercuriorum e corporibus extractorum
- Usus secundus Mercuriorum e corporibus extractorum
- Usus tertius Mercuriorum ex corporibus perfectis extractorum
- Usus quartus Mercuriorum e metallicis perfectis corporibus confectorum
- Processus quorundam ex antiquis. Ex Mercurio vulgari, et Sole vel Luna
- Processus coagulandi amalgamata per spiritum sive animam Saturni

- Series tractatum huius philosophiae chymicae

- Bernardus Gilles Penotus: Epistola (ad Mauritium Lantgravium Hassiae), S. 364

- I. L.: Ad authorem huius apologiae
- I. B. A.: Ad eundem
- Guilielmus Dubroc: Ad eundem
- Stephanus Gasconius: Ad eundem

- Gaston Dulco (Gaston LeDoux de Claves): De triplici praeparatione auri et argenti, S. 372

- Bernardus Gilles Penotus: Praefatio (ad lectorem)
- Gaston Dulco (Gaston LeDoux de Claves): Epistola dedicatoria (ad Jacobo Laffinio, 1594)
- De triplici praeparatione auri et argenti

- Gaston Dulco: De recta et vera ratione progignendi lapidis philosophici, seu salis argentifici et aurifici. Dilucida et compendiosa explicatio, S. 388
- Anonymus: Canones seu regulae decem, de lapide philosophico, S. 414

- Typographus lectori

- Epilogus totius rei hic est

- Divi Leschi Genus Amo (Sendivogius): Duodecim tractatus de lapide philosophorum, S. 420

- Praefatio ad lectorem
- Johan Henricus Alstedius: Epigramma
- Tractatus I: De impossibilitate naturae
- Tractatus II: De operatione naturae
- Tractatus III: De prima metallorum materia
- Tractatus IV: Quomodo metalla in terrae visceribus generantur?
- Tractatus V: De generatione lapidum
- Tractatus VI: De secunda materia
- Tractatus VII: De virtute secundae materiae
- Tractatus VIII: De arte
- Tractatus IX: De commixtione metallorum
- Tractatus X: De generatione supernaturali
- Tractatus XI: De praxi et confectione lapidis
- Tractatus XII: De lapide, et ejus virtute
- Epilogus seu conclusio horum duodecim tractatuum

- Divi Leschi Genus Amo: Aenigma philosophorum, S. 442
- Divi Leschi Genus Amo: Dialogus Mercurii, alchymistae, et naturae (de lapide philosophorum), S. 449
- Divi Leschi Genus Amo: Aenigma philosophorum sive symbolum Saturni, per parabolas Azoth dilucide ostendens, S. 457
- Basilius Valentinus: Aureliae occultae philosophorum partes duae, übersetzt von Georgio Beato, S. 462[22]
- Tabula Smaragdina, S. 497
- Arnoldus de Villanova: Speculum alchymiae, S. 515

- Hieronymus Megiserus: Admodum reverendo et obilissimo Dn. Wolfgango ad Heussenstam
- Vita Arnaldi de Vila Nova
- Arnoldus de Villanova: Speculum alchymiae

- Arnoldus de Villanova: Nova carmen, S. 542
- Arnoldus de Villanova: Quaestiones tam essentiales quam accidentales ad Bonifacium octavum, S. 544
- Philosopho Anonymo, Tractatus de secretissimo antiquorum philosophorum arcano, S. 554
- XXII propositiones sive maximae in quibus veritas totius artis chemicae brevissime comprehenditur, S. 577
- Joannes de Lasnioro (Johann von Laatz): Tractatus secundus aureus de lapide philosophorum, S. 579
- Joannes Trithemius: Tractatus III chemicus nobilis, S. 585
- Hermes Trismegistus: Tractatus aureus de lapidis physici secreto, S. 587

- Dominicus Gnosicus Belga: Epistola dedicatoria (ad Ladislao Welen, baroni a Zierotin)
- Subiectissimus Anonymus, Praefatio (ad Jacobo Alsteinio, dated 23 October 1608)
- Hermes Trismegistus: Tractatus aureus de lapidis physici secreto, in capitula septem divisus: nunc vero a quodam Anonymo (möglicherweise von Israel Harvet (Harvetus),) scholiis illustratus
- Capitulum primum
- Capitulum secundum
- Capitulum tertium
- Capitulum quartum
- Capitulum quintum
- Capitulum sextum
- Capitulum septimum
- Conclusio totius tractatus

- David Lagneus (L'Agneau):[25] Harmonia seu consensus philosophorum chemicorum, S. 718

- Epistola dedicatoria (ad Heroaldo, Valgrinosae domino, 1611)
- Praefatio (1611)
- Urbanus, Johanni Herovardo
- Buetus, Ad D. Lagneum
- Catalogus auctorum in hac harmonia citatorum
- Harmonia seu consensus philosophorum chemicorum, magno cum studio et labore in ordinem digestus, et a nemine alio hac methodo distributus
- (Ad lectorem)

- Aenigmaticum quoddam epitaphium (Aelia Laelia Crispis): Bononiae studiorum, ante multa secula, marmoreo lapidi insculptum (vide III, 744), S. 805
- Arcanum philosophorum, per virum doctissimum olim versu hexametro conscriptum, S. 806
- M. Quadratus: In harmoniam chemicam D. Lagnei, ex intimis intimi[26]
- Albertus Magnus: De concordantia philosophorum in lapide, S. 809
- Albertus Magnus: Compositum de compositis, S. 825
- Albertus Magnus: Liber octo capitulorum: De lapide philosophorum (auch Avicenna zugeschrieben), S. 841
- Avicenna (unsichere Zuschreibung): Ad Hasen regem epistola de re recta, S. 863
- Avicenna: Declaratio lapidis physici filio suo Aboali, S. 875
- Avicenna: De congelatione et conglutinatione lapidum, S. 883
- Guilhelmus Tecenensis:[27] Liber lilium tanquam de spinis evulsum, S. 887
- Joannes Dumbeler (John Dombelay:[28][29]) Practica vera alkimica per magistrum Ortholanum Parisiis probata et experta sub anno domini 1358, S. 912
- Anonymus: Lumen juvenis experti novum (Arnaldus de Villanova, Novum lumen), S. 934
- Magister Valentinus: Opus praeclarum ad utrumque magistri Valentini expertissimi. Quod pro testamento dedit filio suo adoptivo, qui etiam istum tractatulum propria manu scripsit Joanni Apot (Apotecario), S. 941
- Anonymus: Super (hoc ipsum) tractatulum: "Studio namque florenti", S. 955
- Opus ad album, S. 957
- Thomas Aquinas: Liber lilii benedicti 26. Mer: fugi dum bibit Lunam sedecies duplum, S. 960
- Tractatulus super verba"Mer fugi dum bibit", S. 974
- Anonymus: Opus breve ad rubeum cum sole per aquas fortes, S. 984
- Petrus de Silento:[30] Opus, S. 985
- Joachimus Tanckius: Epistola dedicatoria (ad Bernhardo G. Penoto, Lipsiae) (datiert 1. April 1603), S. 998

- Joachimus Tanckius: Ad lectorem

- Anonymus: Tractatus philosophicus ad rubrum et album, S. 1001

- Joachimus Tanckius: Epistola dedicatoria (ad Nicolao Bernaudo, Lipsiae 1603)

- Paulus Eck de Sultzbach (Eck von Sulzbach): Clavis philosophorum. Ludus puerorum et labor mulierum. Annno 1489, S. 1007
- Index rerum memorabilium, quae in hoc quarto volumine continentur, copiosissimus (Index)

### Band 5

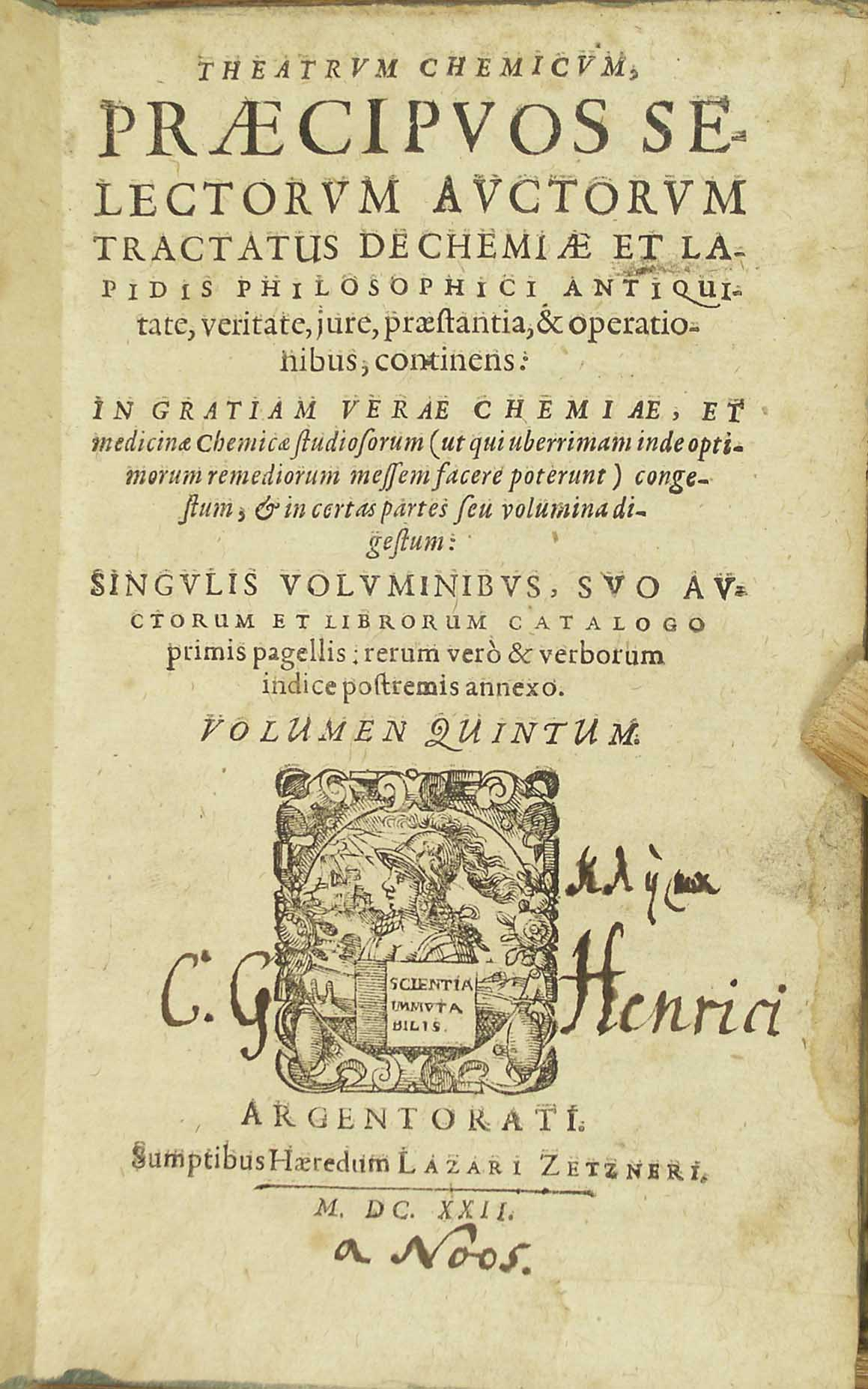
Band 5, 1622

Der fünfte Band erschien nach dem Tod von Zetzner 1622 in Straßburg.
- Heredes L. Zetzneri: Lectori candido (Einführung der Erben von Zetzner)
- Elenchus auctorum et tractatuum quinti voluminis (Inhalt)
- Turba philosophorum, ex antiquo manuscripto codice excerpta, qualis nulla hactenus visa est editio, S. 1
- In turbam philosophorum sermo unus anonymi (möglicherweise von Alanus de Rupe)
- Allegoria sapientum supra librum Turbæ: XXIX distinctiones, S. 57
- Micreris:[31] Tractatus Micreris suo discipulo Mirnefindo, S. 90
- Pseudo-Plato: Platonis libri quartorum, cum commento Hebuhabes Hamed, explicati ab Hestole, S. 101[32]
- Regis Calid filii Iazichi (Chalid ibn Yazid): Liber secretorum alchimiae, ex Hebraica lingua in Arabicam, et ex Arabica in Latinam translatus, interprete incerto,[33]

- Praefatio
- Liber secretorum regis Calid

- Calid (Chalid ibn Yazid): Liber trium verborum, S. 186
- Philosophiae chimicae duo vetustissima scripta

- Senior Zadith filius Hamuelis (Ibn Umail): Tabula chimica, marginalibus adaucta (Senior de chemia), S. 191

- Willem Mennens[34]: Aurei velleris sive sacrae philosophiae vatum selectae ac unicae mysteriorumque Dei, naturae, et artis admirabilium, libri tres, S. 240

- Epistola dedicatoria
- Ad lectorem
- Aurei velleris…
- Argumenta capitum…
- Consilium conjugii, seu De massa solis et lunae libri III (Anonymi libri III. de chemia)

- Petrus Bonus: Margarita novella correctissima, S. 507

- Praefatio
- Ad alchemiam introductio
- Margarita preciosa

- Michael Scotus: Quaestio curiosa de natura solis et lunae, S. 713
- Lucas Rodargirus:[35] Pisces Zodiaci inferioris vel De solutione philosophica. Cum aenigmatica totius lapidis epitome, S. 723

- Epistola
- Pisces Zodiaci inferioris vel De solutione philosophica
- Lucas Rodargirus: Chymia compendiaria ad Johannem Riturum, S. 763

- Alphonsus Rex Castellae (Alfons X.:[36]) Liber philosophiae occultioris, (praecipue metallorum) profundissimus, cui titulum fecit: Clavis sapientiae, S. 766

- Proemiolum
- Clavis sapientiae

- (Pseudo-Aristoteles) Aristoteles Alchymista, Tractatus ad Alexandrum Magnum, De lapide philosophico, breviloquium, S. 787
- Monachus benedictinus anonymus, Epistola ad Hermannum Archiepiscopum Coloniensem, de lapide philosophico. Opuscula Platonis et Arnoldi Villanovani recensens (vorgeblicher Brief eines anonymen Benediktinermönchs an Hermann, den Erzbischof von Köln), S. 799
- Thomas Aquinas: Tractatus sextus, de esse et essentia mineralium tractans, S. 806
- Cornelius Alvetanus Arnsrodius:[37] De conficiendo divino elixire, sive lapide philosophico, S. 815
- Animadversiones chemicae quatuor quibus ars περι χημειασ universa, tam practice quam theorice enudatur, S. 821
- Roger Bacon: Epistolae (ad Gulielmum Parisiensem conscripta) de secretis operibus artis et naturae, et de nullitate magiae, S. 834

- Dedicatio ad Roseae Crucis fratribus
- Epistola ad lectorem
- Epistolae Rogerii Baconis de secretis operibus artis et naturae
- John Dee: Ad Baconis epistolam adnotata

- Christophorus Horn:[38] De auro medico philosophorum, id est de illo occulto, salutari, solari omnium mineralium, vegetalium, et animalium corporum, spiritu. Dialogus scholasticus, S. 869
- Index rerum memorabilium quae hoc in opere continentur (Index)

### Band 6

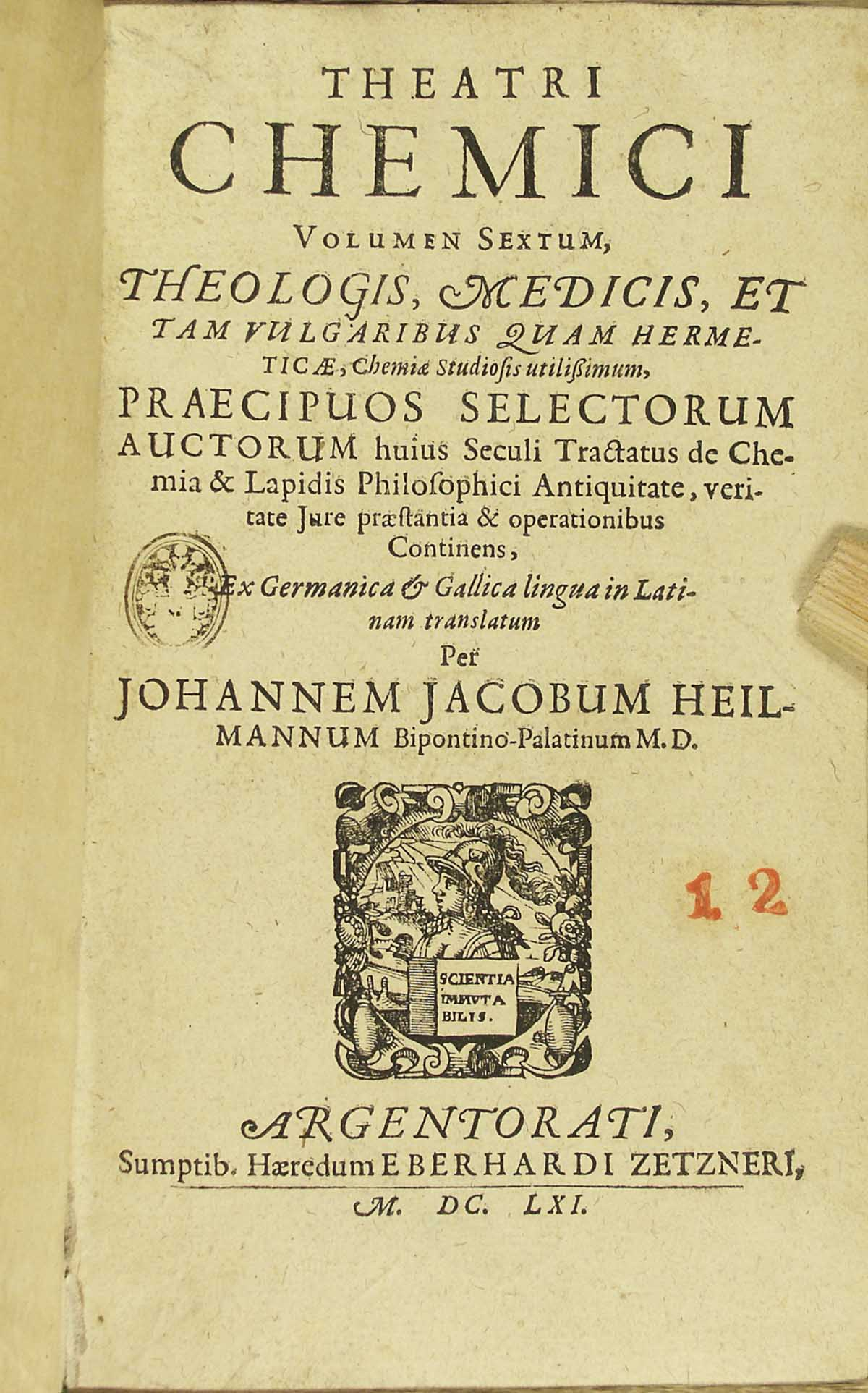
Titelseite Band 6

Der letzte Band wurde im Rahmen der Ausgabe von 1659 bis 1661 in Straßburg gedruckt. Drucker war Eberhard Zetzner, Herausgeber Johannes Jacobus Heilmann. Einige der Texte wurden aus dem Französischen und Deutschen ins Lateinische übersetzt.
- Johannes Jacobus Heilmann: Dedicatio (ad Friderico, comiti palatino ad Rhenum) (Widmung)
- Johannes Jacobus Heilmann:, Praefatio Dedicatio (secunda ad J.F.H.S. Sendivogii filio)
- Johannes Jacobus Heilmann: Praefatio ad lectorem (Einführung)
- Elenchus authorum et XII. tractatuum voluminis sexti (Inhalt)
- Blasius Vigenerius: Tractatus de igne et sale, S. 1
- Johannes Collesson (Jean Collesson):[40] Idea perfecta philosophiae hermeticae, S. 140

- Dedicatio (ad Gastoni Burbonio, Ludovici XIII regis fratri unico)
- Constans et unanimis vere philosophantium de physici lapidis materia atque operationibus sententia
- Idea perfecta philosophiae hermeticae, seu abbreviatio theoriae et praxeos lapidis philosophici observationibus, ad melius intelligendum principia et fundamenta naturae et philosophiae, aucta
- Observationes necessariae ad bene intelligendum principia et fundamenta naturae et philosophiae hermeticae (De principiis philosophiae hermeticae)

- Anonymus: Philosophus, Fidelissima et jucunda instructio patris ad filium ex manuscripto Gallico desumpta, S. 163

- Praefatio
- Hermes in superiori sphaera est in medio fontisvena, quae est philosophorum regula prima. Summa decem capitum sequentium
- Instructio de arbore solari

- Christophorus Parisiensis (Christophorus von Paris): Elucidarius artis transmutatoriae metallorum summa major, S. 195

- Praefatio authoris
- Elenchus rerum quae in hoc opusculo continentur
- Elucidarii liber primus (de arte transmutatoria) in VII. capita divisus
- Appendix theorica pro meliore praecedentium declaratione
- Elucidarii liber secundus seu practica scientiae arboris philosophalis
- Elucidarii liber III. seu tertia pars elucidarii. De ordine medicinarum cum reprobatione sophisticationum Geberi
- Recapitulatio exacta trium elucidarii partium seu librorum
- Clavis (elucidarii) seu explicatio alphabeti, quo operationes artificis diversae abbreviationis causa denotantur
- Appendix practica (ad elucidarium) ante hac nunquam visa
- Tractatulus accuratissimus de compositione sulphuris et menstrui vegatibilis seu auro potabili secundum

- Johannes Grasseus alias Chortalasseus: Arca arcani artificiosissimi de summis naturae mysteriis. Constructa ex rustico majore et minore, et physica naturalis rotunda visionem cabalisticum chemicam descripta, quibus accessit appendix anonymi cuiusdam philosophi de via ad aurum potabile perveniendi, S. 294

- De lapide philosophorum in genere
- De consensu philosophorum
- Pars secunda: Lilium inter spinas (1598), S. 323
- De praxis authoris
- Anonymus: Physica naturalis rotunda visionis chemicae cabalisticae (Cabala chemica), S. 344
- Admonitio. Instructio et probatio contra omnes eos, qui aurum potabile extra processum et tincturam lapidis philosophici universalis brevi temporis spatio praeparare sibi et aliis falso persuadent et sibi proponunt, S. 382

- Responsiones duae F. R. C. ad quosdam suos clientes, S. 393

- Prima responsio: Epistola F. R. C. de lapide philosophorum acquisitione
- Altera responsio

- Orthelius:[42] Commentator in Novum lumen chymicum Michaelis Sendivogii Poloni, XII. figuris in Germania repertis illustratum (1624), S. 397[43]

- Praefatio Orthelii
- Commentator in Novum lumen chymicum Sendivogii
- Orthelius Epilogus et recapitulatio in Novum lumen chymicum Sendivogii, S. 430
- Andreas de Blauwen: Epistola Andreae de Blavven scripta ad Petrum Andream Matthiolum in qua agitur de multiplici auri potabilis parandi ratione, S. 458
- Discursus Orthelii de praecedente Epistola Andreae de Blawen, S. 470
- Epistola anonymi de principiis artis Hermeticae, S. 474
- Expositio et practica lapidis adrop, collecta ex Plinii philosophi libro qui intitulatur: Aromaticum philosophorum thesaurus et secretum secretorum, S. 477
- Excerpta ex interlocutione Mariae Prophetissae sororis Moysis et Aaronis, habita cum aliquo philosopho dicto Aros de excellentissimo opere trium horarum, S. 479
- Orthelius: Explicatio verborum Mariae Prophetissae, S. 480
- Joannes Pontanus: Epistola in qua de lapide quem philosophorum vocant agitur, S. 487
- Orthelius: Commentatio in epistolam Joh. Pontani de lapide philosophorum, S. 489
- Haimon: Epistola Haimonis de quatuor lapidibus philosophicis materiam suam ex minori mundo desumentibus, S. 497
- Cornelius Alvetanus: Epistola de conficiendo divino elixire, sive lapide philosophico (14. Juli 1565), S. 501
- Astronomia inferior seu planetarum terrestrium motus et variatio, S. 507
- Summa rhytmorum Germanicorum de opere universali ex coelo soloque prodeunte, S. 511
- Summa libri qui vocatur Gloria mundi, seu tabula Paradisi, S. 513
- Michael Pezelius: Opus singulare procedens ex sale quodam centrali aethereo, resoluto in igne minerali terreno, seu oleo vitrioli, quod cum tinctura solis extracta fermentatur, & externo igne Solympico aut igne radiorum solis invisibili coquitur & maturatur. Ex Theophrasto redivivo Michaelis Pezelii circa finem, S. 518
- Sententia aut compositio litis spiritus et judicis Mercurii. Ex vetusto scripto Bellum seu Duellum equestre vocato, ad accusationem et responsionem Solis et Martis, per picturas repraesenta S. 519
- Summa rhytmorum parvorum Germanicorum, qui sunt ejusdem tenoris et sensus cum praecedentibus picturis, ad verbum expressa, S. 521

- Mysterium occultae naturae. Anonymi discipuli Johannis Grassei Chortalassei dicti nostro seculo insignis philosophi, S. 523

- Praefatio ad pium lectorem filii Sendivogii I.F.H.S. Lucernae salis et Sudi philosophici authoris, et mysterii hermetici possessoris
- Invisibilia Dei a creatura mundi per ea quae facta sunt intellectu conspiciuntur

- Anonymus Discipulus Guidonis Magni de Monte Philosophi Graeci, Tractatulus, seu descriptio philosophici Adrop. Quaenam sit ejus species, et quomodo debeat elaborari et praeparari, S. 543
- De ovo philosophorum, S. 565
- Johannes Isaac Hollandus, Tractatus de urina quomodo per spiritum ejus omnes tinctura sint extrahenda, S. 566
- Johannes Chartier (Jean Chartier),[47] Scientia plumbi sacri sapientum seu cognitio rararum potestatum et virtutum antimonii, S. 569

- Beys, Praefatio seu encomium in honorem authoris et plumbi sacri philosophorum
- Consignatio articulorum seu argumentorum in hoc tractatu contentorum
- Scientia plumbi sacri sapientum

- Joachim Polemann,[48] Novum lumen medicum. De mysterio sulphuris philosophorum, S. 600
- Solinus Saltzthal[49] Regiemontanus: De potentissima philosophorum medicina universali, lapis philosophorum trismegistus dicta (1654), S. 675

- Praefatio ad lectorem
- Brevis descriptio admirandae virtutis et operationis summae medicinae lapis philosophorum dictae

- Solinus Saltzthal Discursus de philosophico fonte salino, S. 704
- Hermes Trismegistos, Tabula smaragdina seu verba secretorum Hermetis, S. 715
- Henri de Rochas,[50] Tractatus de observationibus novis et vera cognitione aquarum mineralium et de illarum qualitatibus et virtutibus antehac incognitis. Item de spiritu universali (1634), S. 716

- Caput I. De aquis sulphureis
- Caput II. De aquis vitriolatis
- Caput III. De aquis aluminosis
- Caput IV. De aquis nitrosis
- Caput V. De aquis ferruginosis
- Caput VI. De spiritu universali

- Index locupletissimus in VI. volumen Theatri chymici